# 鮫島礼子
鮫島 礼子（さめじま れいこ）は、日本の女性占い師・小説家。

## 略歴
ヨガ講師、レイキ施術者、整体師を経て2005年「正統占い教室」主宰 波木星龍に師事しプロ占い師デビュー。
各種メディア・コンテンツで企画・執筆、・監修。2008年に電子書籍で作家デビュー後は占い、エッセイ、 ホラー、 小説、心理、 自己啓発など幅広いジャンルの執筆を手がけ著書は180冊以上。。

## 作品

### 著書（紙書籍）
- 『この占いがすごい！神聖開運占術大全2017年版』（八幡書店）2016年11月30日、ISBN 9784893507709ｃ0076
- 『ハニーロマンス Vol.1～攻められる恋～ (Honey Romance)』オンデマンド ・ペーパーバック（総合企画） 2016年11月24日
- 『占い師が語る　神仏・心霊体験談』オンデマンド ・ペーパーバック（いるかネットブックス） 2018年4月27日　他。

### 著書（電子書籍）
- 『恋愛で幸せを掴むためのレッスン』（扶桑社）2010年12月1日
- 『潜在意識であなたが変わる　こころの仮面をはぎとる方法』（すばる舎）2012年9月1日
- 『ガールズ風水　運命のカレを引き寄せる恋愛秘術』（パブリッシングリンク）2014年6月1日
- 『er-純愛アブノーマル　眼鏡のエリートはイジワル女王さまがお好き (eロマンス文庫) 』（KADOKAWA）2015年12月18日
- 『愛と成功を引き寄せる12星座占い (トルマリン文庫) 』（夕霧文庫）2023年1月26日他。

### 連載雑誌
- Watto!! 「鮫島礼子の生まれ月別占い」 CREST（2015年1月1日～2015年12月30日）
- Watto!! 「鮫島礼子の12干支占い」 CREST（2013年12月27日～2014年12月31日）
- ガールズバイカー 「Girls Fortune」 造形社 (2009年2月14日～2014年10月31日)
- Watto!! 「鮫島礼子の12星座占い」 CREST（2012年12月1日～2013年11月29日）
- ほんとうに怖い童話 「鮫島礼子の女度UP!占い」 ぶんか社（2010年10月23日～2013年10月20日）
- ジー・ダイアリー「鮫島礼子のセクシャル占星術」クエストメディア（2007年12月～2011年4月）他、多数。

### 短編小説
『特選小説』（辰巳出版）
- 「忍び寄る指」(2018年9月号「読者投稿小説」コーナー)
- 「どす黒い舌」(2019年7月号「読者投稿小説」コーナー)

## 関連web
- カナウ　鮫島礼子 - 無料占い
- ebookjapan 鮫島礼子 　電子書籍

## 参考書籍
- スポーツニッポン（2007年2月8日「2007年・後半の日本を占う」）
- ほんとうに怖い童話（2013年12月号）（ぶんか社）
- 月刊クォリティ（2014年2月号）「人気占い師3人が大予想 2014年北海道はこうなる」
- 『神占開運暦』（八幡書店）■執筆協力・著者略歴